# Миле Бјелајац
Миле Бјелајац (Београд, 14. април 1955) српски је политиколог, доктор историјских наука и универзитетски професор у пензији. Функцију директора Институтa за новију историју Србије обављао је од 2015. до 2025. године.

## Биографија
Рођен је 14. априла 1955. године у Београду. Његов отац је генерал-пуковник ЈНА и народни херој Станко Бјелајац. Основну школу похађао је у Мостару, Сплиту и Загребу. Гимназију је завршио 1973. године. Дипломирао је на Факултету политичких наука у Загребу 1977. године. Од 1979. до 1983. био је запослен у новинској агенцији која је издавала часопис Наше теме у Загребу, а након тога у Центру за теорију Др. Владимир Бакарић при Истраживачком центру Едвард Кардељ од 1983. до 1986. у Београду. Магистрирао је 1986. године, темом Војска Краљевине СХС 1918—1921 на Филозофском факултету, Одељење за историју. Докторску дисертацију под називом Војска Краљевине Југославије 1929—1935 одбранио је 1992. године на истом Факултету. Комисију су чинили Бранко Петрановић, Андреј Митровић и Ђорђе Станковић. Од 1987. запослен је у Институту за новију историју Србије као научни саветник. У периоду од 1993. до 1997. био је запослен на Београдском универзитету. Гостујући је предавач на више европских универзитета. Директор Института је постао 26. јануара 2015. године. Мандат му се завршио 15. априла 2025. године, након чега је пензионисан.
Његове сфере интересовања су: Историја војно-цивилних односа, историја распада СФРЈ, проблеми писања историје Југославије, компаративна историја југоисточне Европе. Један је од првих историчара који је отворио проблем писања војне и политичке историје Југославије укључујући њен трагичан крај. Такође је први истраживао војно-цивилне односе на простору бивше СФРЈ.